# Snackwelle

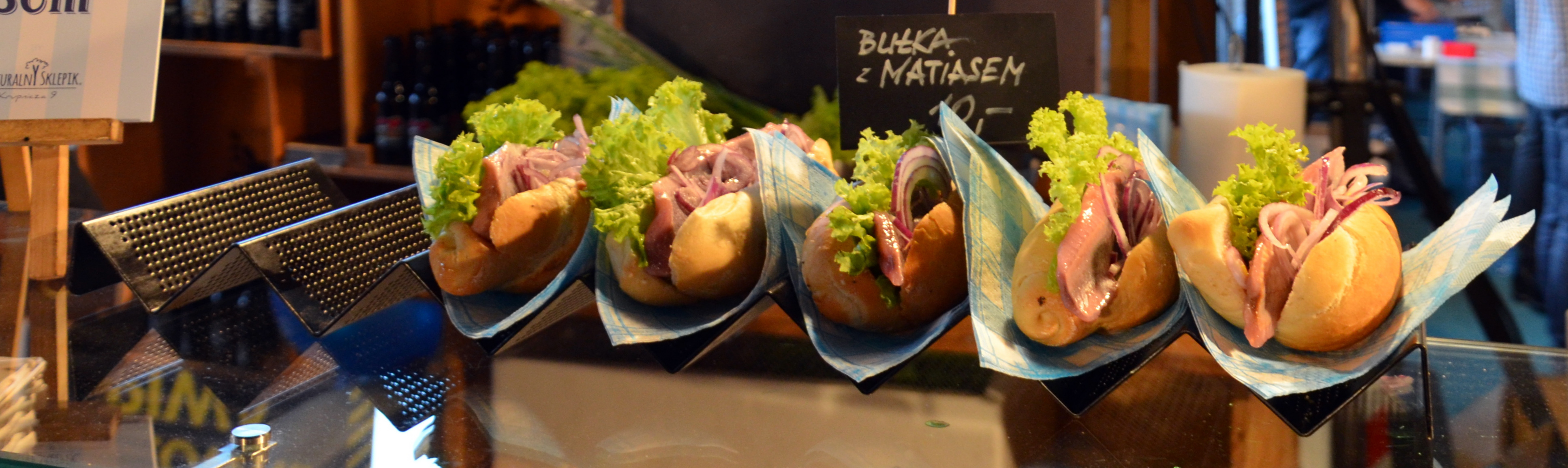
Fischbrötchen auf einer Snackwelle

Eine Snackwelle (auch Brötchenhalter, Baguettehalter, Sandwichhalter, Hot-Dog-Ablage) ist ein Hilfsmittel zur Aufbewahrung und Präsentation von Snacks wie Sandwiches oder belegten Brötchen.

## Beschreibung
Snackwellen sind zumeist zickzack- oder wellenförmige Präsentationsständer, auf denen die Snacks drapiert werden. Häufig eingesetzte Materialien sind dabei Kunststoff und Edelstahl, die auch eine entsprechend hygienische Aufbewahrung der Lebensmittel ermöglichen.
Der Vorteil des Einsatzes von Snackwellen liegt in der Ausrichtung der angebotenen Ware hin zum Kunden, so kann dieser etwa bei belegten Brötchen jederzeit den Belag erkennen, dadurch sollen die Kaufanreize verstärkt werden. Neben der Präsentation der Waren in den Verkaufsvitrinen werden Snackwellen an Imbissständen oft auch zur Zwischenlagerung bei der Übergabe der Speisen an den Kunden eingesetzt.